# Argyreuptychia clarissa
Argyreuptychia clarissa är en fjärilsart som beskrevs av Pieter Cramer 1782. Argyreuptychia clarissa ingår i släktet Argyreuptychia och familjen praktfjärilar. Inga underarter finns listade i Catalogue of Life.